# (251625) Timconrow
(251625) Timconrow est un astéroïde de la ceinture principale.

## Description
(251625) Timconrow est un astéroïde de la ceinture principale. Il fut découvert le 17 février 2010 aux États-Unis par le programme WISE. Il présente une orbite caractérisée par un demi-grand axe de 2,73 UA, une excentricité de 0,27 et une inclinaison de 18,2° par rapport à l'écliptique.

## Compléments